# Ernst Turowski
Ernst Turowski (* 7. Oktober 1906 in Sawadden (Ostpreußen); † 20. Oktober 1986 in Bad Münstereifel) war ein deutscher SS-Sturmbannführer und Leiter des Referates Wissenschaft im Reichssicherheitshauptamt.

## Leben
Ernst Turowski war der Sohn eines Landwirts. Nach dem Abitur studierte er Geschichte und Staatswissenschaften. 1933 trat er der SA bei, 1935 der SS (SS-Nummer 272.972). 1937 promovierte Turowski mit einer Dissertation zur Entwicklung Polnisch-Preußens und dessen staatsrechtlicher Stellung zu Polen im 15./16. Jahrhundert.
In der SS stieg Turowski 1941 bis zum SS-Sturmbannführer auf. 1937 wurde er auch Mitglied der NSDAP (Mitgliedsnummer 5.586.583) und war ab September 1937 im Sicherheitsdienst-Hauptamt als hauptamtlicher Mitarbeiter im Referat II/211 (Wissenschaft) der Abteilung II/2 (Lebensgebietsmäßige Auswertung) des SS-Untersturmführers Dr. Franz Six beschäftigt. Nach Gründung des Reichssicherheitshauptamtes (RSHA) am 27. September 1939 und der damit verbundenen Zusammenfassung von Sicherheitspolizei (= Kripo und Gestapo) und Sicherheitsdienst (SD) der SS unter der Führung von Reinhard Heydrich wurde das Referat mit der Nummer 1 unter der Leitung Turowskis der Amtsgruppe III C (Kultur) des RSHA (Amtsgruppenleiter Wilhelm Spengler) unterstellt.
Beim Überfall auf Polen 1939 wurde Turowski wie die meisten der führenden RSHA-Mitarbeiter einer Einsatzgruppe zugeteilt.
Nach Wiederaufnahme seiner Referatsleitung im RSHA wurde er im September 1943 als SD-Abteilungsleiter zum Befehlshaber der Sicherheitspolizei Verona nach Italien versetzt.
Nach dem Krieg lebte Turowski in Iserlohn und Hannover und wurde später Geschäftsstellenleiter einer Bausparkasse in Hannover. Turowski starb 1986 in einem Seniorenzentrum in Bad Münstereifel.